# Protocobitis
Genre
Protocobitis est un genre de poissons téléostéens de la famille des Cobitidae et de l'ordre des Cypriniformes. Ce genre est endémique de la Chine.

## Liste des espèces
Selon FishBase (07 juillet 2015):
- Protocobitis anteroventris Lan, 2013[3]
- Protocobitis polylepis Zhu, Lü, Yang & Zhang, 2008
- Protocobitis typhlops Yang, Chen & Lan, 1993